# Charles Itandje
Charles-Hubert Itandje (sinh ngày 2 tháng 11 năm 1982 ở Bobigny) là một thủ môn người Pháp hiện đang đầu quân cho PAOK.